# Gottfried von Straßburg

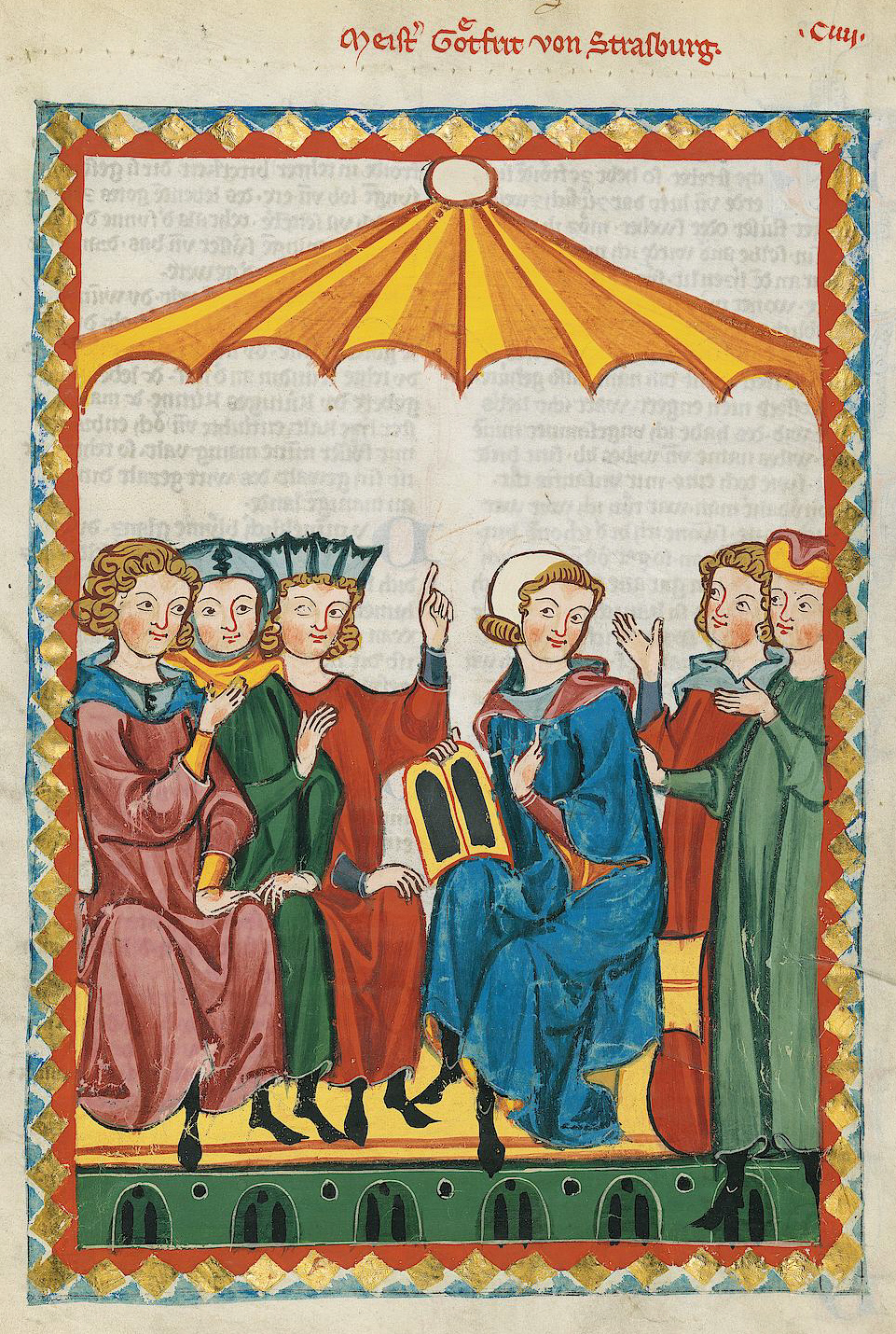
Gottfried von Straßburg (in het blauwe gewaad) (Codex Manesse, 14e eeuw)

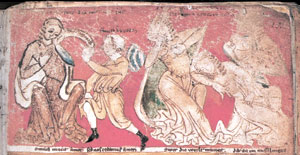
Blancheflour hoort van de dood van Riwalin. Afbeelding uit het oudste handschrift van Tristan und Isolde.

Gottfried von Straßburg (in het Nederlands ook wel Godfried van Straatsburg; 1165 of 1180 - ca. 1215) was een van de belangrijkste Duitse schrijvers van de middeleeuwen.

## Leven
Gottfried leefde eind twaalfde, begin dertiende eeuw en was dus een tijdgenoot van Hartmann von Aue, Wolfram von Eschenbach en Walther von der Vogelweide. Over zijn leven is voorts slechts bekend dat hij uit de patriciërsstand en niet uit de adel stamde (door tijdgenoten wordt hij steeds Meister en niet Herr genoemd) en - gezien zijn naam - afkomstig was uit Straatsburg. Hij had een grote kennis van theologie, de geschiedenis en cultuur van de klassieke oudheid en de Franse hoofse manieren.

## Werk
Gottfried liet slechts één werk na: het epos Tristan dat rond 1210 ontstond en onvoltooid is gebleven. In dit werk volgt hij evenals Eilhart von Oberge voor hem het traditionele Bretonse Tristan-schema en hij voerde dan ook een polemiek met de meer vernieuwende Wolfram von Eschenbach (die hij weliswaar niet bij naam noemt maar ongetwijfeld bedoeld heeft). Zijn bron voor Tristan und Isolde, waarin hij het ideaal der hoofse liefde zegt te willen tonen, is de trouvère Thomas van Bretagne, van wiens werk slechts delen zijn overgeleverd.
Gottfried von Straßburg stond retorisch op hoger niveau dan zijn Duitse tijdgenoten. Hij besteedde veel aandacht aan de harmonie van het rijm en de correspondentie tussen woorden en begrippen en wist zo het verlangen en de verbondenheid van Tristan en Isolde op onnavolgbare wijze tot uitdrukking te brengen, onder andere door de stijlfiguur chiasme:
ein senedaere und eine senedaerin
ein man, ein wîp - ein wîp, ein man
Tristan Isolt - Isolt Tristan
Gottfrieds Tristan und Isolde geldt als de beste middeleeuwse versie van dit verhaal en heeft ook anderen geïnspireerd. Zijn werk werd voortgezet door zijn tijdgenoot Ulrich von Türheim en de latere Heinrich von Freiberg (in de tweede helft van de dertiende eeuw), die beiden echter van een andere bron uitgingen. Richard Wagner componeerde in de negentiende eeuw de op Gottfrieds werk gebaseerde opera Tristan und Isolde.
Het werk is integraal in het Nederlandse vertaald: Tristan en Isolde, door Wieke Schultink-Dolk, in de serie Middeleeuwse Studies en Bronnen, deel CXV, uitgeverij Verloren, Hilversum 2008, ISBN 978-90-8704-057-4.

## Korte samenvattingTristan und Isolde
Tristan, zoon van Riwalin van Parmenie en Blancheflour, wordt na de dood van zijn ouders door de hofmaarschalk van zijn vader, Rual, opgevoed en arriveert na vele avonturen bij zijn oom, koning Marke van Cornwall. Deze zendt Tristan eropuit om voor hem te dingen naar Isolde, de mooiste koningsdochter van Ierland. Isolde aanvaardt Tristans verzoek en gaat met hem per schip op reis. Een der jonkvrouwen in haar gevolg had van de koningin echter heimelijk een liefdeselixer ontvangen dat ze Isolde en haar gemaal op het huwelijk te drinken moest geven om de twee door onwrikbare trouw aan elkaar te verbinden.
Bij toeval drinken Tristan en Isolde gedurende de oversteek samen van de liefdesdrank zonder dat zij iets van de werking ervan weten. Uiteraard worden de twee overvallen door een onweerstaanbare liefde voor elkaar. Isolde huwt Marke en Tristan trekt uiteindelijk naar Normandië alwaar hij een andere Isolde ("Isolde Weißhand") het hof maakt. Dit bevredigt hem echter niet daar hij zijn oude Isolde niet kan vergeten. Met de beschrijving van deze tweespalt in Tristans ziel eindigt Gottfrieds gedicht.

## Nederlandse vertaling
- Gottfried von Strassburg, Tristan en Isolde, vert. Wieke Schultink-Dolk, 2008. ISBN 9087040571